# Józef Przekwas
Józef Przekwas (ur. 11 marca 1940 w Krotoszynie) – polski działacz partyjny i państwowy, nauczyciel oraz inżynier, w latach 1987–1989 wicewojewoda gorzowski.

## Życiorys
Syn Wojciecha i Janiny. Z zawodu nauczyciel, obronił doktorat z nauk technicznych. W 1961 wstąpił do Polskiej Zjednoczonej Partii Robotniczej. Od 1973 do 1980 zajmował stanowisko sekretarza Komitetu Miejskiego PZPR w Barlinku, jednocześnie od 1971 do 1979 kierował Zespołem Szkół Zawodowych w tym mieście. Od 1979 do 1981 był zastępcą kuratora, a od 1981 do 1983 wojewódzkim kuratorem oświaty i wychowania. Od stycznia 1983 do stycznia 1987 pozostawał sekretarzem ds. propagandy w Komitecie Wojewódzkim PZPR w Gorzowie Wielkopolskim. Od stycznia 1987 do 1989 pełnił funkcję wicewojewody gorzowskiego.